# Connexions
Connexions er et online repositorie for e-læringsmateriale. Det blev startet som et projekt på Rice University i 1999 med det formål at fremme produktion, deling og genbrug af åbne læringsressourcer. Connexions er gratis og åbent for alle, og alle kan bidrage med eget indhold eller gøre brug af andres bidrag i form af gratis læringsmoduler udgivet under Creative Commons licensen. Det er et krav at alt på Connexions er udgivet under en creative commons licens.

## Moduler og kurser
Forfattere, som oftest er undervisere, kan lægge digitalt indhold (tekster, billeder, lyd og andet multimedieindhold) ind i et læringsmodul (kaldet module), som derefter kan sættes sammen med andre moduler og danne et kursus (kaldet collection). Moduler kan udarbejdes af enkeltpersoner såvel som arbejdsgrupper (work groups) og findes på mange forskellige niveauer, lige fra børneniveau til professionelle.
Når man har oprettet sine moduler, så skal man publishe dem før de er tilgængelige for andre brugere af Connexions. Til implementeringen af billeder, lyd og andet multimedieindhold skal man bruge koder man kan finde på Connexions hjemmesiden. Man kan desuden tilføje multiple-choise elementer til sine moduler hvis man skulle ønske dette.
Der findes over 17.000 læringsmoduler og 1.000 kurser i repositoriet, og der er månedligt mere end 2 mio. besøgende på websitet.

## Kvalitetskontrol (Lenses)
Lenses er en slags kvalitetskontrol og bruges til at lave samlinger af moduler og kurser, som man kan tildele tags, og disse lenses kan enten være synlige eller usynlige for offentligheden. Lenses er til for blandt andet at løse det problem der findes i brugergenereret indhold vedrørende kvalitetssikring. Eksempelvis kan organisationer oprette "endorsement lenses" eller "affiliation lenses" , hvilket af brugere af systemet opfattes som en form for kvalitetsstempel. Endorsement lenses bruges til materiale der anses for at være af høj kvalitet og i nogle tilfælde har gennemgået peer review. Affiliation lenses bruges til materiale lavet af medlemmer af organisationen og forventes derfor også at være af høj kvalitet, selvom det endnu ikke har gennemgået peer review.

## Teknik
Moduler på Connexions er kodet i XML-formatet CNXML, men udover at kode sit modul i CNXML er der også mulighed for at anvende en brugervenlig editor uden noget krav om kodekendskab.